# Jeb Bradley
Joseph E. „Jeb” Bradley (ur. 20 października 1952 w Rumford) – amerykański polityk, członek Partii Republikańskiej. Od 2003 do 2007 zasiadał w Izbie Reprezentantów.